# Phaseolus amabilis
Phaseolus amabilis là một loài thực vật có hoa trong họ Đậu. Loài này được Standl. miêu tả khoa học đầu tiên năm 1940.